# Urdiales
Urdiales es una localidad del municipio de Luena (Cantabria, España). En el año 2024 contaba con una población de 10 habitantes (INE). La localidad se encuentra a 689 metros de altitud sobre el nivel del mar, y a 3,5 kilómetros de la capital municipal, San Miguel de Luena.
- Datos: Q6157391